# Línea 128 (Rosario)
Línea 128 es una línea de transporte urbano de pasajeros de la ciudad de Rosario, Argentina. El servicio está actualmente operado por la empresa Rosario Bus.
Anteriormente el servicio de la línea 128 era prestado desde sus orígenes y bajo la denominación de línea 52 Negra por la empresa Primera Junta S.A. (cambiando en 1986 su denominación a línea 128, mientras que la línea 52 Roja desaparece al fusionar su recorrido con la línea 301), luego por Primera Junta S.R.L., U.T.E. Transporte Automotor General Las Heras S.R.L., y finalmente Rosario Bus.
En noviembre de 2018, administrada por Rosario Bus, adquiere un nuevo esquema cromático para el nuevo transporte urbano de pasajeros de Rosario.

## Recorridos

### 128
Servicio diurno y nocturno.
|  | STR+l | STR+r |  |

|  | STR | BHF | CONTg |

| BUS2 | DST | STR |  |

| CONTf | BHF | STR |  |

| CONTf | BHF | STR |  |

|  | STRl | ABZg+r |  |

|  |  | BHF |

|  |  | STR+lBUEq |

|  |  | BHF |

|  | STR+l | ABZgr |  |

| CONTf | STR | BHF | CONTg |

|  | STRl | ABZg+r |  |

|  |  | BHF |

|  |  | STR+lBUEq |

|  | STR+l | ABZgr |  |

|  | STR | BHF |  |

|  | BHF | STR |  |

|  | STR | BHF |  |

|  | BHF | STR |  |

|  | STR | BHF |  |

|  | KBHFe | STR |  |

|  |  | BHF |

|  | BUS2 | DST |  |

|  |  | BHF |

|  |  | BHF |

|  |  | BHF |

|  |  | KBHFe |